# Zoe McBride
Pour les articles homonymes, voir McBride.
Zoe McBride, née le 27 septembre 1995, est une rameuse néo-zélandaise.

## Biographie
En mars 2021, elle annonce sa retraite sportive.

## Palmarès

### Championnats du monde
| Discipline                   | Aiguebelette 2015 France | Rotterdam 2016 Pays-Bas | Sarasota 2017 États-Unis | Ottensheim 2019 Autriche |
| ---------------------------- | ------------------------ | ----------------------- | ------------------------ | ------------------------ |
| Skiff, poids légers          | Or                       | Or                      |                          |                          |
| Deux de couple, poids légers |                          |                         | Argent                   | Or                       |